# Boletellus ananas
Boletellus ananas, conocido comúnmente como boleto piña, es un hongo de la familia Boletaceae y la especie tipo del género Boletellus. Anteriormente conocida como Boletus ananas y Boletus coccinea (entre otros sinónimos), la especie recibió su nombre actual de William Alphonso Murrill en 1909.
El cuerpo del fruto se caracteriza por las escamas de color rosa rojizo (o marrón rosado a amarillento si se trata de un espécimen más viejo) del sombrero que a menudo se encuentran colgando del borde. La superficie porosa de la parte inferior del sombrero está formada por poros irregulares o angulosos de hasta 2 mm de ancho que se amoratan de color azul. Es amarillo cuando es joven, pero envejece a un color marrón oliva intenso. Microscópicamente, B. ananas se distingue por sus grandes esporas con estrías cruzadas en las crestas e hifas incrustadas en espiral en los apéndices marginales y la carne del tallo. Se han descrito dos variedades de B. ananas.
Se distribuye por el sureste de Norteamérica, el noreste de Sudamérica, Asia y Nueva Zelanda, donde crece dispersa o en grupos en el suelo, a menudo en la base de robles y pinos. Como muchos otros boletes, esta especie se considera comestible, pero no se recomienda su consumo.

## Taxonomía
La especie fue nombrada por primera vez por Moses Ashley Curtis como Boletus ananas en 1848, basándose en especímenes que encontró cerca del río Santee, en Carolina del Sur.En 1909, William Murrill describió el nuevo género Boletellus e hizo de Boletellus ananas la especie tipo. Según Murrill, el taxón Boletus isabellinus, descrito por Charles Horton Peck en 1897 a partir de especímenes recogidos en Ocean Springs, Mississippi, es un sinónimo de B. ananas. Peck describió esta especie a partir de especímenes no desarrollados. Wally Snell dudó posteriormente de la conclusión de Murrill en una publicación de 1933; consideraba que las diferencias en la estructura de las esporas eran demasiado grandes para considerar la especie conespecífica de B. ananas, aunque admitía que era imposible llegar a conclusiones definitivas hasta que se dispusiera de cuerpos fructíferos maduros y huellas de esporas para su estudio. Rolf Singer y sus colegas (1992) sugirieron el nombre Boletellus coccineus para Boletellus ananas.Singer creó este nombre, sin embargo, creyendo erróneamente que el nombre más antiguo disponible para el taxón era Boletus coccineus, propuesto por Elias Magnus Fries en 1838. Sin embargo, el nombre de Fries es un homónimo posterior ilegítimo (compárese con Boletus coccineus, nombrado por Bulliard en 1791), y la combinación de Singer se basa en realidad en Strobilomyces coccineus, nombrado por Pier Andrea Saccardo en 1888. Por lo tanto, el nombre más antiguo disponible para la especie es Boletus ananas M.A. Curtis 1848, el basónimo de Boletellus ananas.
Boletellus ananas, como especie tipo del género Boletellus, pertenece a la sección Boletellus que Singer basa en el sombrero escamoso y seco con tonos rojo-rosados, un velo parcial que sujeta el tallo cuando es inmaduro y esporas estriadas longitudinalmente de más de 16 μm de longitud.El nombre del género Boletellus significa «pequeño boleto», mientras que el epíteto específico ananas alude al nombre de piña, en referencia al patrón de escamas en forma de piña de la superficie del sombrero.El hongo se conoce comúnmente como «boleto piña».

## Descripción
El sombrero de B. ananas mide entre 3,3 y 10 cm (11⁄4–4 in) de ancho y es plano-convexo (plano por un lado y redondeado por el otro). Está cubierta de escámulas (pequeñas escamas) que pueden presionarse contra el sombrero o curvarse sobre sí mismas. El color de las escamas varía de marrón rojizo a marrón rojizo, de rosa a gris rosáceo, y están más concentradas y son más escamosas en el centro del sombrero, extendiéndose sobre un fondo flocoso de color crema a rosa anaranjado claro o rosa rojizo claro. El margen sujeta el tallo cuando es joven; en la madurez se separa en restos triangulares de velo (apéndices) que miden 6 a 12 por 3 a 10 mm. El color de estos apéndices oscila entre el blanco ante y el rosa tenue. La carne tiene 2 a 3 mm de grosor en el borde del sombrero, 7 a 10 mm sobre los tubos y 11 a 18 mm en el centro. Es de color blanco ante a amarillo claro, y se vuelve azulada rápidamente al exponerla al aire. Los tubos miden 1 a 5 mm de largo en el margen, 10 a 20 mm en el centro y 4 a 6 mm en el tallo. Son anchos y profundamente deprimidos alrededor del tallo, de longitud irregular, de color amarillo brillante a amarillo oliva a amarillo mostaza, y también se vuelven rápidamente azules con la exposición. Los poros son del mismo color que los tubos y se vuelven rápidamente verde azulados con la presión; son angulosos y hay unos 0,5 a 1,5 poros por mm. El tallo mide de 5 a 10 cm (2 a 4 in) de alto y de 6 a 14 mm (1⁄4–1⁄2 in) de ancho, y aumenta gradualmente hacia la base hasta 10 a 19 mm. La parte superior del tallo es de color crema a rosa, el centro finamente estriado longitudinalmente, con las estrías oscureciéndose con la manipulación, de rojo-lavanda a marrón-rojo, más claro con la edad. Inmediatamente por encima del tomento basal la superficie del tallo es de color crema con pocas estrías. El tomento basal está formado por pelos blancos, rígidos y gruesos en los 6 a 50 mm inferiores. La carne del tallo es sólida (es decir, no hueca), de color blanco a marrón claro o amarillo claro, y se vuelve ligeramente azul con la exposición. El olor no es característico (aunque se ha descrito como «rancio») y el sabor es suave.

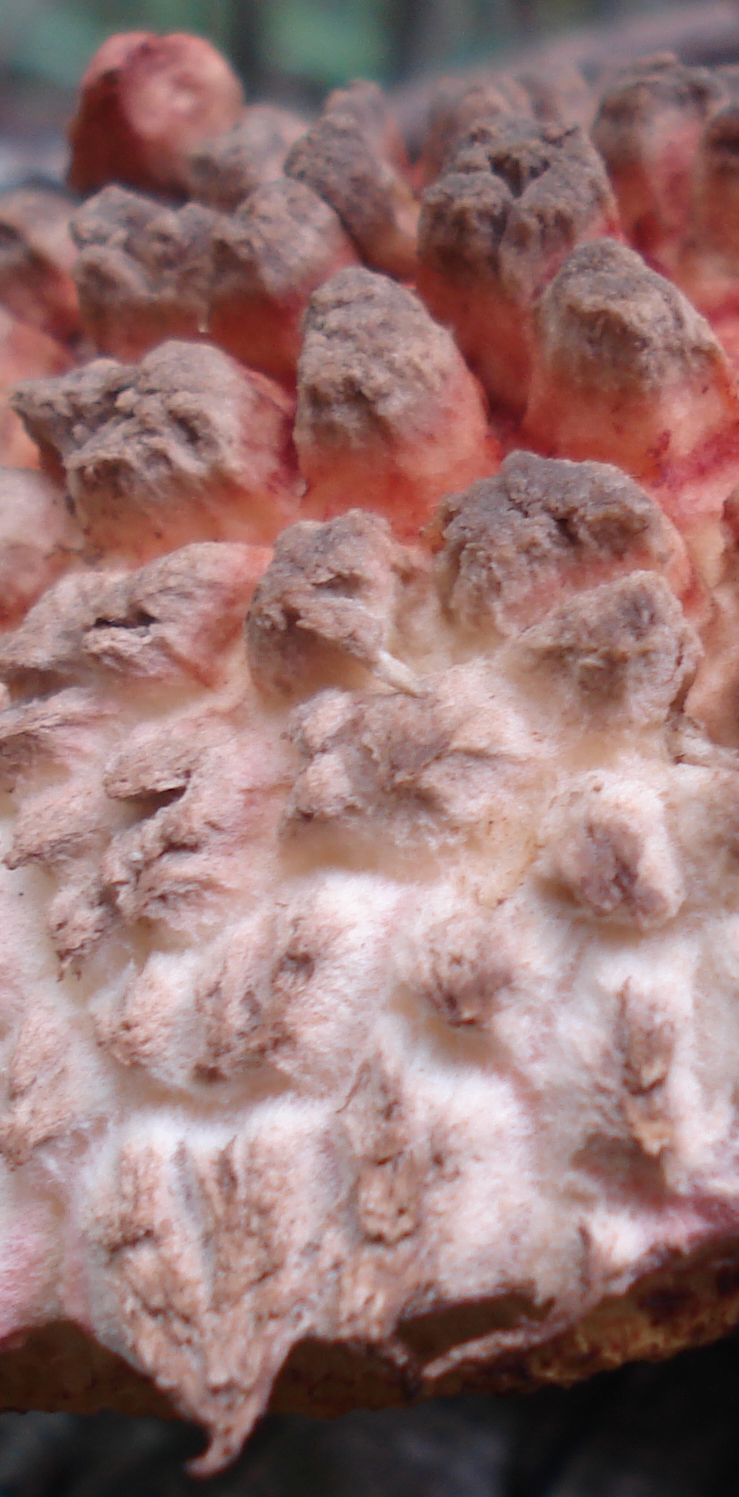
Detalle de la superficie del sombrero que revela diferencias graduales en la estructura y pigmentación de los escámulos desde el centro del sombrero (arriba) hacia el margen.

### Características microscópicas
Las esporas son de color marrón oliváceo en depósito medio a pesado. Son inamiloides, con forma de almendra, contienen una o más gotitas de aceite y miden 17,5 a 22,2 por 6,4 a 8 μm. La pared de la espora tiene un grosor de 0,5 a 1 μm, con 12 a 14 crestas longitudinales. Estas crestas tienen menos de 1 μm de altura, ocasionalmente bifurcadas, convergentes en los polos, con diminutas estrías cruzadas.Aunque estas estrías transversales son visibles cuando se observan con microscopía óptica, no son evidentes cuando se observan con microscopía electrónica de barrido. El apéndice hiliar (la región de la espora que se une al basidio a través del esterigma) tiene una longitud de 0,3 a 1 μm. Los basidios tienen cuatro esporas, forma de maza y numerosos glóbulos refringentes; miden 39 a 57 por 11 a 15 μm. Los pleurocistidios (cistidios en la cara de una branquia) miden 42 a 47 por 8 a 12 μm, hinchados y en pico, ligeramente capitados. Son abundantes, surgen del subhimenio, sobresalen 19,3 a 29,6 μm por encima de la empalizada himenial, tienen paredes finas, son hialinos y carecen de contenido refractario. Los queilocistidios (cistidios en el borde de una branquia) son de 19 a 42 por 5 a 11 μm, hinchados, de cilíndricos a estrechamente cúbicos, de paredes finas e infrecuentes. La carne del himenio es boletoide y fuertemente divergente (compuesta de diferentes capas de tejido). El mediostrato (capa de tejido media) tiene una anchura de 24,7 a 45,7 μm y está formado por muchas hifas paralelas ligeramente entrelazadas. Las hifas del estrato lateral tienen una anchura de 4,4 a 8,4 μm, son hialinas, gelatinizan en una solución diluida de hidróxido de potasio (KOH, por sus siglas en inglés) y están regularmente septadas. La cutícula del sombrero es una empalizada tricodermial densamente entretejida (cadenas erectas, aproximadamente paralelas, de células estrechamente empaquetadas) de elementos cilíndricos con células terminales infladas. Las células terminales miden 23,5 a 51,9 por 9,4 a 16,8 μm, son inamiloides, cilíndricas o en forma de garrote, están entrelazadas y se concentran en las escámulas. Los apéndices marginales están compuestos por tramas de hifas infladas entrelazadas, algunas con tenues pigmentos incrustantes dorados dispuestos en espiral que son evidentes cuando se montan en agua, KOH y reactivo de Melzer. La carne del sombrero está compuesta por hifas muy entrelazadas de 7,4 a 11,1 μm de ancho, hialinas en agua, gelatinizadas e hialinas en KOH y regularmente septadas. La estípitipellis (cutícula del tallo) es una empalizada tricodermial de elementos cilíndricos con células terminales infladas. Las células terminales sobresalen 30,4 a 63 μm, y son de cilíndricas a en forma de garrote, ocasionalmente con una punta cónica abrupta. La carne del talo está formada por hifas densamente entretejidas de 4,9 a 7,2 μm de ancho, con pigmentos incrustantes dorados tenues dispuestos en espiral que pueden verse en KOH, reactivo de Melzer y agua. Las conexiones en pinza están ausentes en esta especie.

### Variedades
La variedad típica de B. ananas tiene cuerpos fructíferos consistentemente más grandes que B. ananas var. minor Singer de Brasil y Nicaragua, y carece de los queilocistidios de paredes gruesas de B. ananas var. crassotunicatus Singer de Nicaragua y Panamá.

### Especies similares

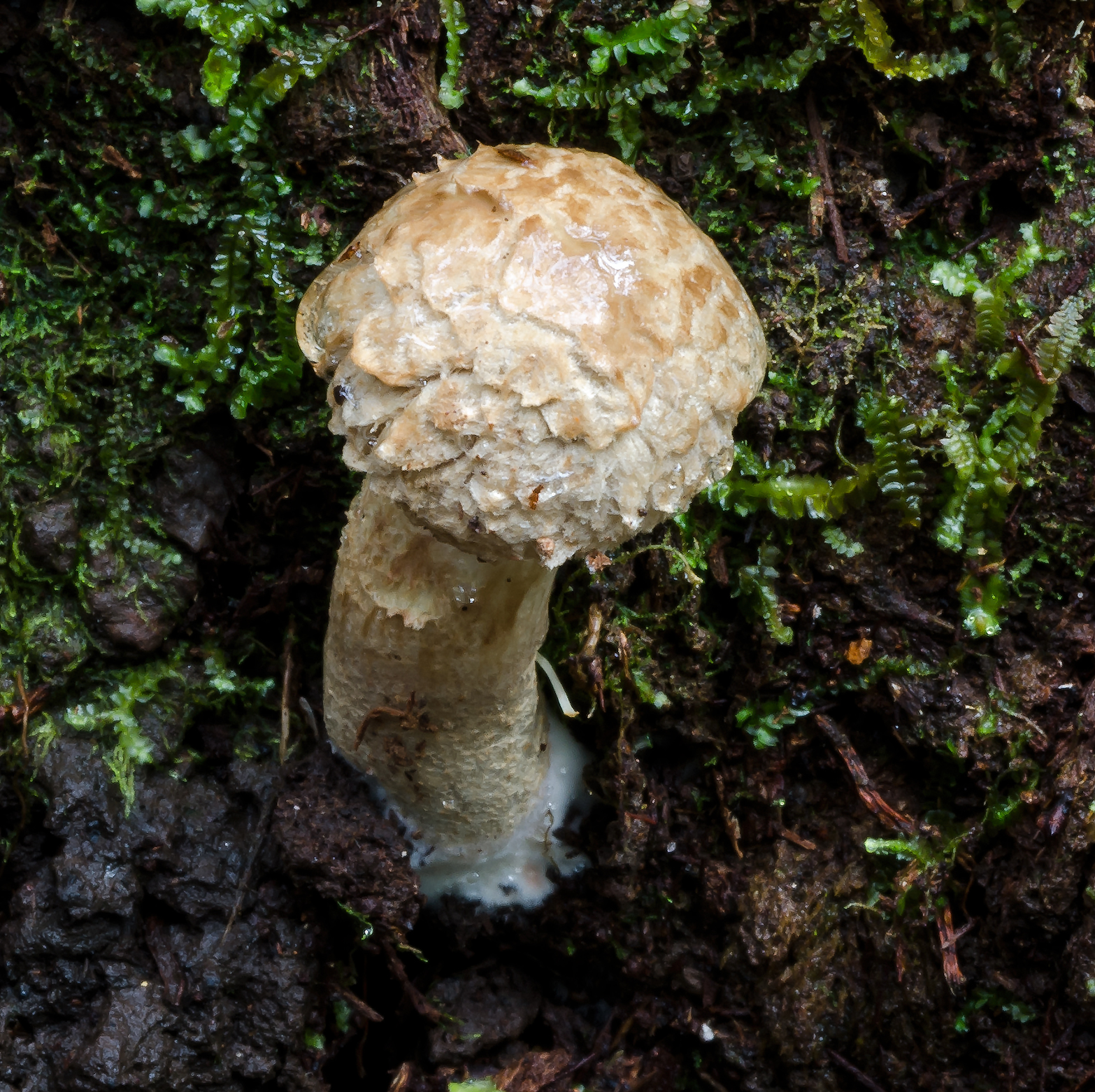
Boletellus ananiceps

Strobilomyces strobilaceus es muy similar en apariencia debido a su áspero sombrero escamoso y margen lacerado, pero puede distinguirse de B. ananas por su tallo liso sin anillo, esporas diferentes y carne menos dura. La especie australiana Boletellus ananiceps tiene esporas con estrechas costillas longitudinales que no presentan estrías transversales. La especie B. dissiliens tiene colores que no son rojos como en B. ananas, y poros que pueden volverse rojizos en la madurez. Además, la carne del sombrero de B. dissiliens se vuelve azul cuando se expone al aire.

## Ecología, hábitat y distribución
Los cuerpos fructíferos de B. ananas suelen crecer dispersos o en grupos bajo robles y pinos, a menudo en sus bases.En Guyana, el hongo suele fructificar individualmente o en parejas a 1a 2 m (31⁄2–61⁄2 ft) sobre el nivel del suelo en los troncos del árbol tropical Dicymbe corymbosa (subfamilia Caesalpinioideae), asociado con ectomicorrizas dentro de acumulaciones húmicas. Rara vez se encuentra fructificando en el suelo, sobre madera muy descompuesta y penetrada por las raíces. Rolf Singer sugirió que el hongo no era micorrícico, observando que, además de aparecer bajo o sobre las bases de pinos y robles, se daba en humus escaso y en escombros acumulados en paredes rocosas. Singer concluyó que la especie prefiere crecer en superficies duras. Harry D. Thiers, en su estudio de la flora bolete de Texas, escribió que B. ananas era una especie rara que a menudo fructificaba abundantemente tras un largo periodo de lluvia y alta humedad.
Se ha observado que algunas variedades de B. ananas del sureste de Norteamérica, Costa Rica, Brasil, Panamá, Nicaragua y Guyana fructifican en los troncos de los árboles,aunque se ha descrito fructificación terrestre en Malasiay Centroamérica.Debido al hábito de fructificación típicamente elevado y a su presencia en madera muerta, se ha debatido el estatus ectomicorrícico de B. ananas; en el protólogo Murrill señaló que «siempre aparece como parásito de heridas en troncos de pinos o en la base de pinos vivos».Todas las recolecciones se han hecho en asociación con árboles hospedadores ectotróficos, incluyendo especies de Pinus y Quercus en el sureste de Norteamérica y Centroamérica Quercus humboldtii en Colombia, varias especies de Fagaceae y Dipterocarpaceae en Malasia y especies de Leptospermum y Pinus en Nueva Zelanda.En Guyana, los depósitos húmicos de los troncos de Dicymbe con B. ananas están constantemente impregnados de abundantes ectomicorrizas.Se ha informado de que el hongo forma asociaciones micorrícicas con eucaliptos en Australia, basándose en la asociación del cuerpo frutal con los árboles.
Su distribución en América del Norte abarca un área de distribución que se extiende al norte desde Carolina del Norte hasta Florida, al oeste hasta Texas y al sur hasta México y América Central; está en temporada de junio a octubre.En 2008, se informó de su presencia por primera vez en las cuencas altas de los ríos Potaro e Ireng en Guyana. También se ha recolectado en Nueva Zelanda Asia (incluyendo China, Corea, Malasia y Taiwán) y posiblemente Australia.

## Comestibilidad
Aunque el hongo se utiliza como alimento en México, las guías de campo lo catalogan como «no comestible» o «no recomendado».